# Ancyluris inca
Ancyluris inca är en fjärilsart som beskrevs av Saunders 1849. Ancyluris inca ingår i släktet Ancyluris och familjen Riodinidae. Inga underarter finns listade i Catalogue of Life.

## Bildgalleri

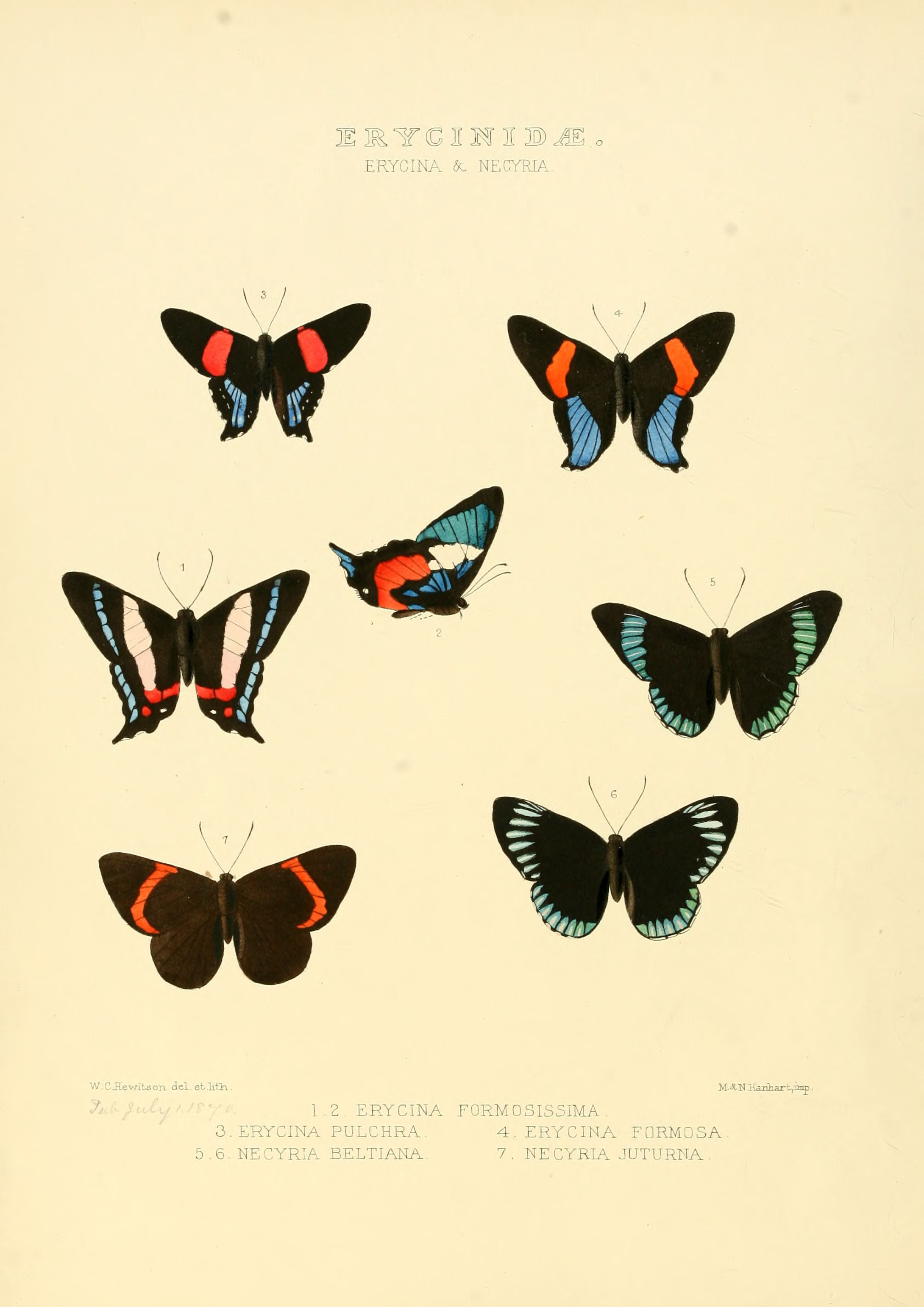
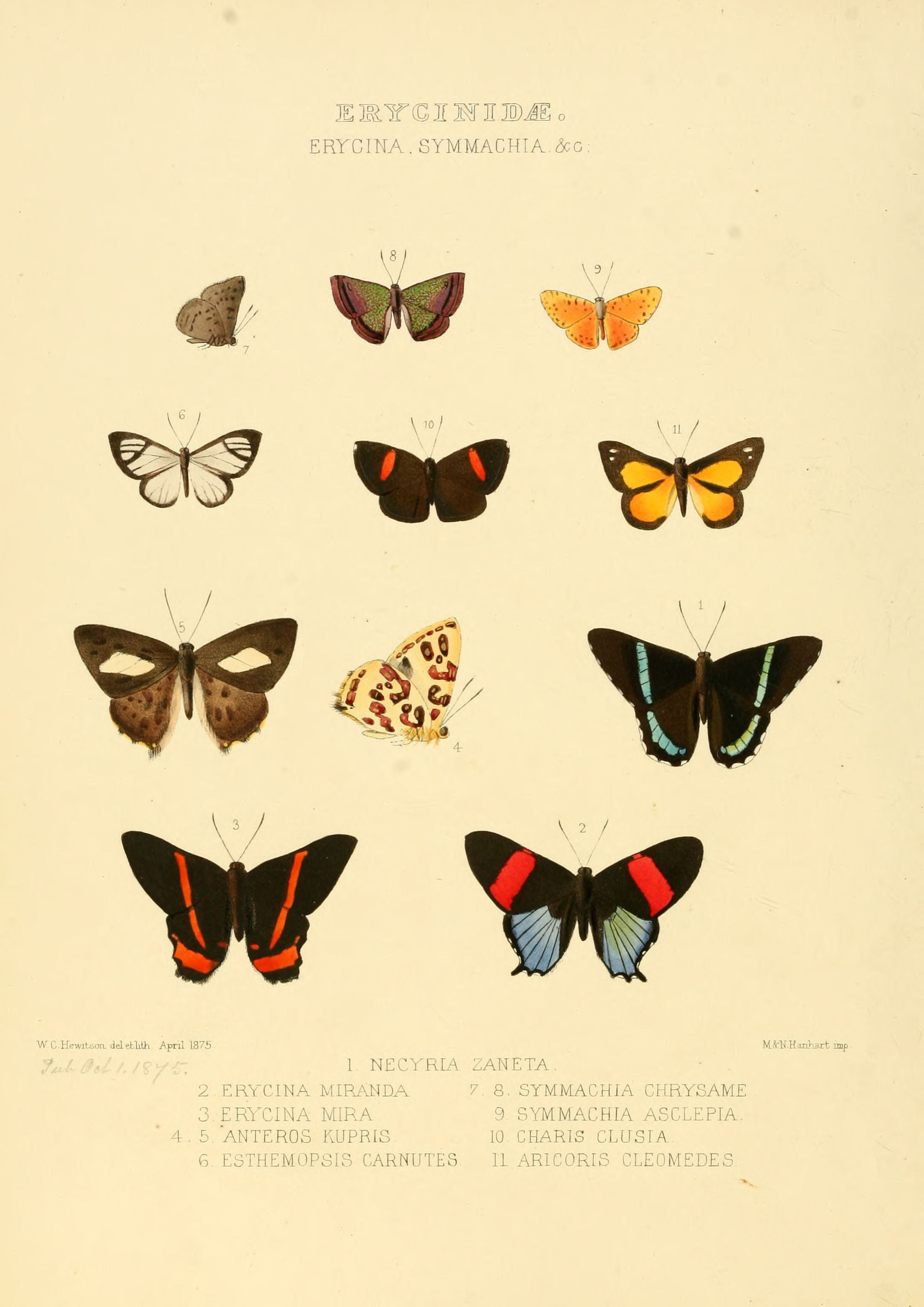